# Кварона
Кварона (итал. Quarona) је насеље у Италији у округу Верчели, региону Пијемонт.
Према процени из 2011. у насељу је живело 3558 становника. Насеље се налази на надморској висини од 403 м.

## Становништво
| 1931. | 1936. | 1951. | 1961. | 1971. | 1981. | 1991. | 2001. | 2011. |
| ----- | ----- | ----- | ----- | ----- | ----- | ----- | ----- | ----- |
| 2.614 | 2.760 | 2.905 | 3.374 | 3.746 | 4.030 | 4.114 | 4.252 | 4.246 |